# Sistema bifàsic

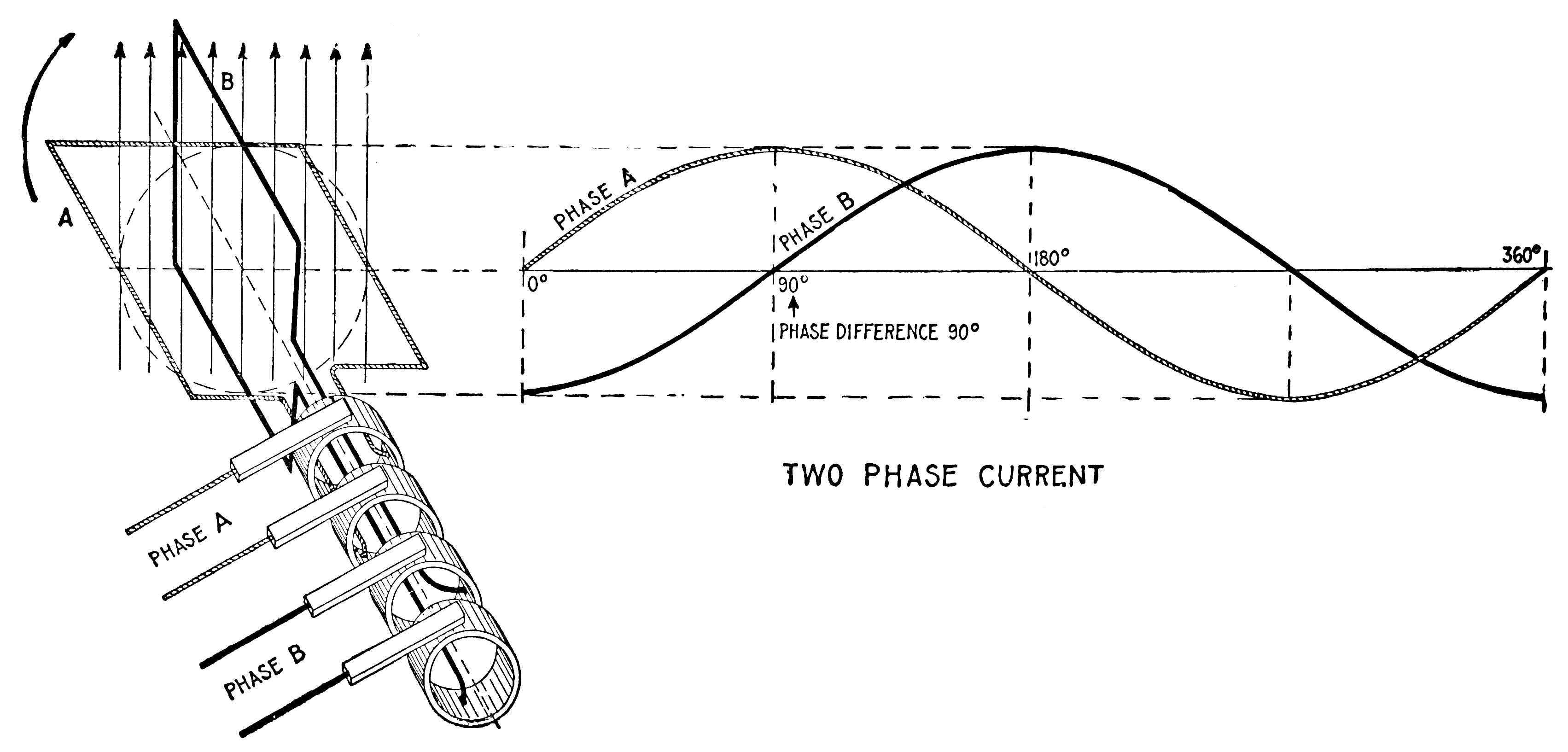
Diagrama simplificat d'un alternador bifàsic

En enginyeria elèctrica un  sistema bifàsic  és un sistema de producció i distribució d'energia elèctrica basat en dues tensions elèctriques alternes desfasades en la seva freqüència 90°. En un generador bifàsic, el sistema està equilibrat i simètric quan la suma vectorial de les tensions és nul·la (punt  neutre ) que passa quan les tensions són iguals i perfectament desfasades 90°.
Per tant, designant amb  U  a la tensió entre fases i amb  E  a la tensió entre fase i neutre, és vàlida la fórmula:
{\displaystyle U={\sqrt {2}}\cdot E}
De la mateixa manera, designant amb  I  a la intensitat de corrent del conductor de fase i amb  I  0   a la del neutre, és vàlida la relació:
{\displaystyle I_{0}={\sqrt {2}}\cdot I}
En una línia bifàsica es necessiten quatre conductors: dos per cadascuna de les fases, depenent de la capacitat de corrent dels conductors, o un per fase, un per al neutre i un per al terra.
Actualment el sistema bifàsic està en desús per considerar-se més perillós que l'actual sistema monofàsic a 230 V, a part de ser més costós en necessitar més conductors.